# Discostroma saccardoanum
Discostroma saccardoanum är en svampart som tillhör divisionen sporsäcksvampar, och som först beskrevs av Arthur Louis Arthurovic de Jaczewski, och fick sitt nu gällande namn av Ingrid Brockmann. Discostroma saccardoanum ingår i släktet Discostroma, och familjen Amphisphaeriaceae. Arten är reproducerande i Sverige.